# 국제 커피 기구
국제 커피 기구(영어: International Coffee Organization, ICO)는 세계의 커피 생산과 무역을 담당하는 국제 기구이다. 1962년 유엔과 체결한 국제 커피 협정(International Coffee Agreement)에 따라 형성되었으며 설립된 시기는 1963년이다. 본부는 영국 런던에 있다.

## 회원국

### 수출 국가
- 아프리카
  -  앙골라
  -  베냉
  -  부룬디
  -  중앙아프리카 공화국
  -  콩고 민주 공화국
  -  콩고 공화국
  -  에티오피아
  -  가봉
  -  가나
  -  기니
  -  케냐
  -  마다가스카르
  -  나이지리아
  -  르완다
  -  탄자니아
  -  토고
  -  우간다
  -  잠비아
  -  짐바브웨

- 아메리카
  -  볼리비아
  -  브라질
  -  콜롬비아
  -  코스타리카
  -  쿠바
  -  도미니카 공화국
  -  에콰도르
  -  엘살바도르
  -  과테말라
  -  아이티
  -  온두라스
  -  자메이카
  -  멕시코
  -  니카라과
  -  파나마
  -  파라과이
  -  베네수엘라

- 아시아
  -  캄보디아
  -  인도
  -  인도네시아
  -  말레이시아
  -  파푸아뉴기니
  -  필리핀
  -  태국
  -  베트남

### 수입 국가
- 오스트레일리아
- 유럽 연합
- 일본
- 노르웨이
- 스위스
- 튀니지
- 미국

## 같이 보기
- 커피의 경제학